# Stadtkirche St. Peter und Paul (Calw)

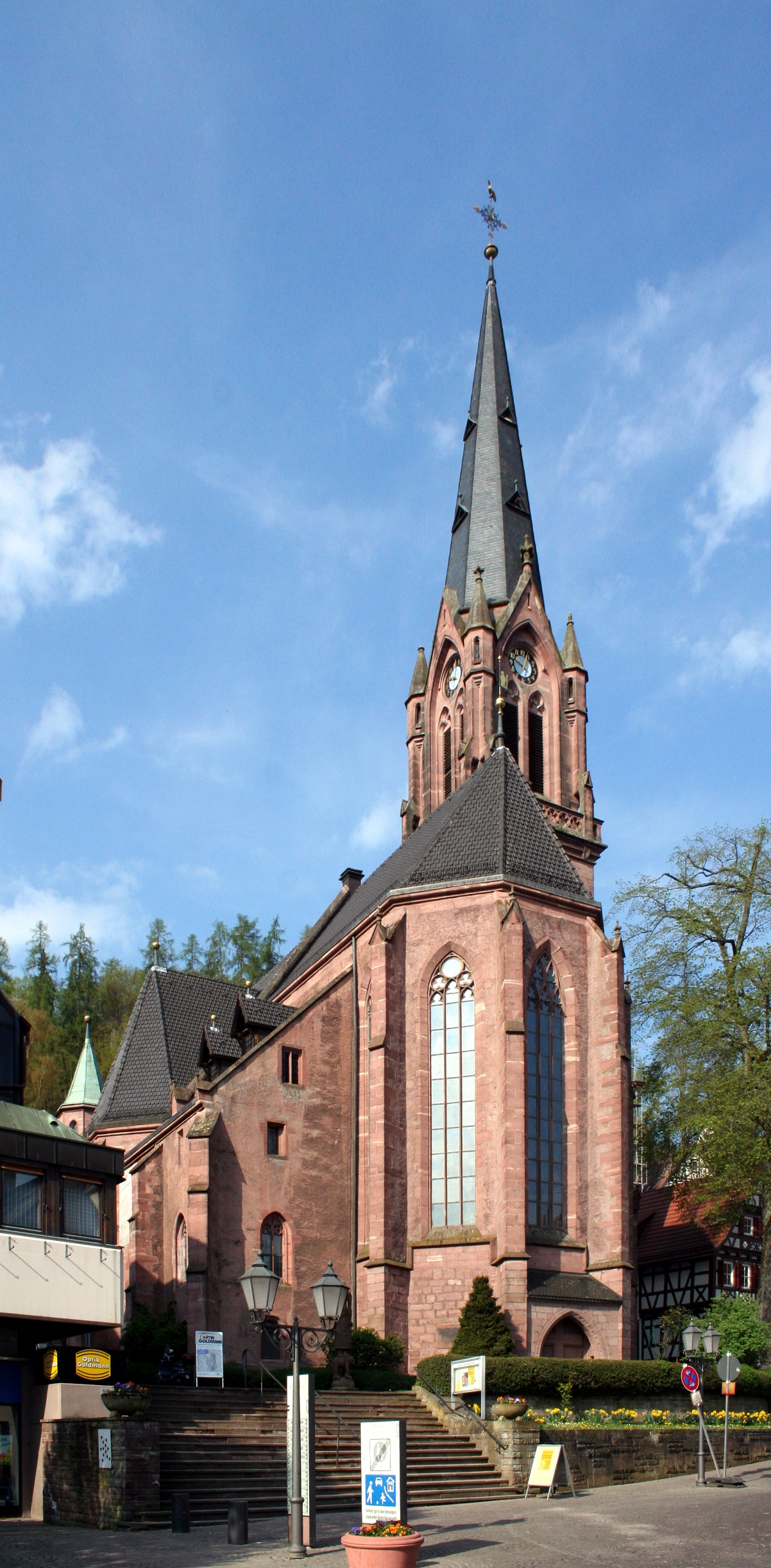
Stadtkirche St. Peter und Paul

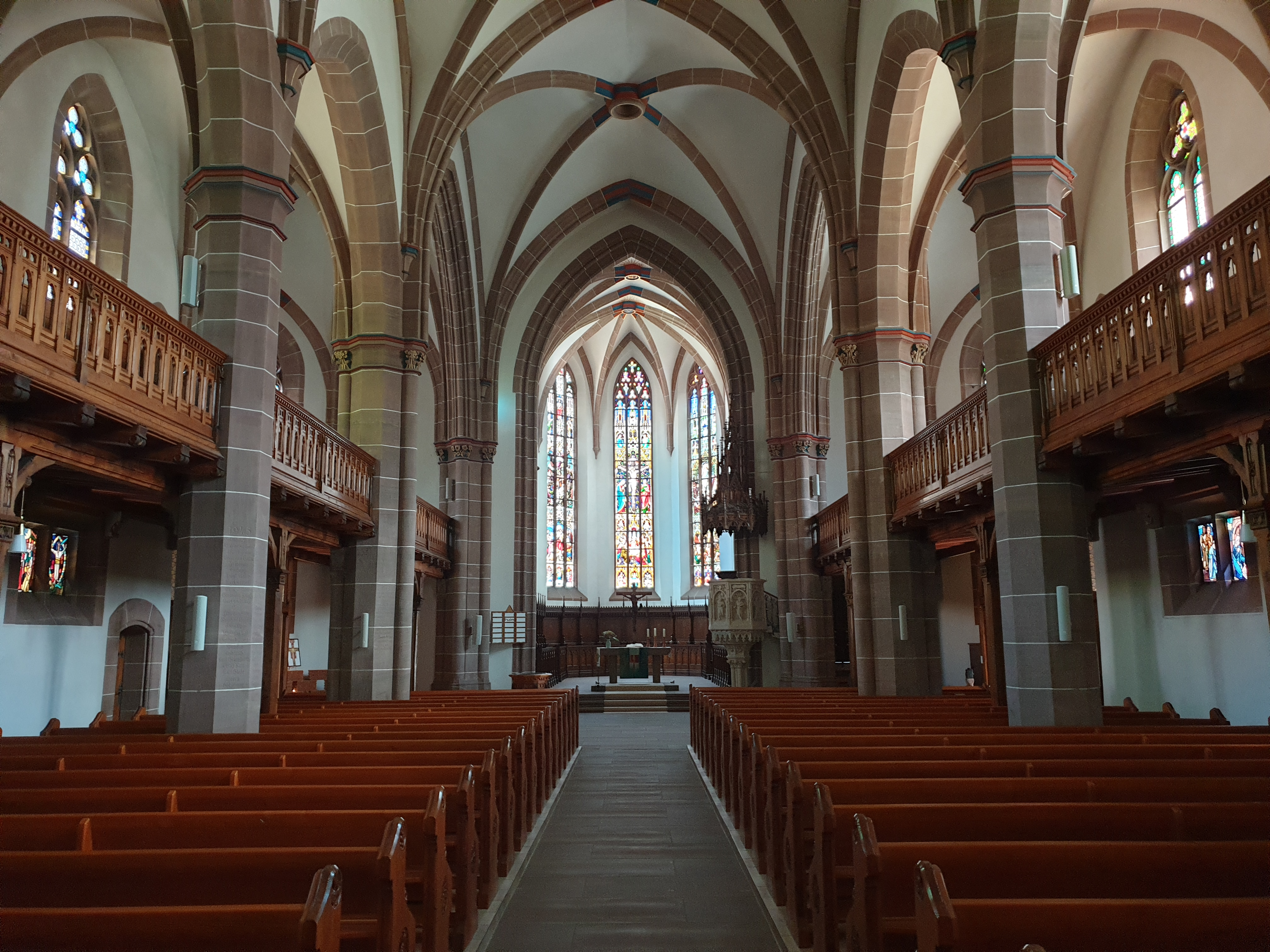
Innenraum

Die heutige, im neugotischen Baustil errichtete evangelische Stadtkirche St. Peter und Paul wurde 1888 eingeweiht. Sie liegt über dem Calwer Marktplatz und überragt mit ihrem 64 m hohen Kirchturm die Kernstadt. Sie ist die Hauptkirche der Gesamtkirchengemeinde Calw und des Kirchenbezirks Calw-Nagold in der Evangelischen Landeskirche in Württemberg.

## Geschichte
Calw wurde erstmals 1075 urkundlich erwähnt. Die erste Calwer Stadtkirche wurde nach 1260 errichtet, sie wurde an die vorhandene Kapelle angebaut, die dem heiligen Jakob gewidmet war, die neue Kirche dagegen den Aposteln Petrus und Paulus. Der gotische Chor entstand um 1420. Die Schlusssteine in seinem Gewölbe zeigen das Calwer Wappen, das Württemberger Wappen, einen Schlüssel als Zeichen für Petrus und ein Schwert als Zeichen für Paulus. Von der ehemaligen Jakobskapelle sind heute nur noch Mauerreste mit zwei kleinen romanischen Fenstern zwischen Turm und Chor erhalten.
1505 wurde südlich des Chores eine Sakristei angebaut, die heute noch existiert. Der alte Jakobsaltar wurde in den darunter liegenden Raum verlegt, um den Kirchturm errichten zu können. Ferner wurde ein neues Kirchenschiff errichtet. Bei Einführung der Reformation wurden die acht Seitenaltäre entfernt. 1627 wurden unter dem damaligen Dekan (Superintendent) Johann Valentin Andreae in die Kirche Emporen eingebaut.
Im Dreißigjährigen Krieg wurde Calw in Schutt und Asche gelegt. Von der Kirche blieben nur der Chor, die Sakristei und die ausgebrannten Mauern des Schiffs und des Turms erhalten. 1655 war das Gotteshaus wieder hergestellt. Der Turm bekam eine „welsche“ Haube, in ihm hingen sechs Glocken. Am 27. September 1692 wurde Calw erneut Opfer der Flammen. Erneut brannten Turm und Schiff wieder ab, nur Chor und Sakristei blieben erhalten. In der arm gewordenen Stadt ging der Aufbau der neuen Kirche nur mühsam voran. 1696 wurde in der noch unvollendeten Kirche zum ersten Mal wieder gepredigt. 1699 wurden fünf neue Glocken in der Tonfolge Des - F -As -B - Des gegossen. 1725 wurde auf der Empore im Chor eine Orgel aufgestellt, 1726 wurde die Kanzel eingeweiht. Die Sparsamkeit beim Wiederaufbau führte dazu, dass die ausgeglühten Mauern unter der Last des Daches nachgaben.

## Neubau
1884 musste das Schiff abgebrochen und von Hofbaudirektor Felix von Berner neu aufgebaut werden. 1888 konnte die nun neugotische Kirche wieder eingeweiht werden. Aus dieser Zeit stammen die Kanzel mit Schalldeckel, das Chorgestühl, die Brüstungen an den Emporen, die geschnitzten Kirchenbänke und das Orgelgehäuse. Der neu errichtete, mit einem spitzen Zeltdach bekrönte Turm erhielt vor dem Glockengeschoss einen Umgang. Calwer Bürger stifteten 1886, 1890 und 1914 die Chorfenster.

## Renovierungen
In der Renovierung 1957 unter der künstlerischen Gesamtkonzeption von Rudolf Yelin d. J. wurden die neugotischen Wand- und Deckenmalereien entfernt, um sie durch eine „reine Gotik“ zu ersetzen. Auch Altar und Taufstein wurden damals erneuert. Der Taufstein von 1957 wurde später, vermutlich im Rahmen der Renovierung durch Architekt Johannes Wetzel, wieder beseitigt. Bei der letzten Innenrenovierung im Jahr 1996 wurden die Kirchenbänke unter Verwendung der alten Schnitzereien erneuert. Die Kirche bekam eine Fußbodenheizung und unter der Orgelempore einen Freiraum mit einer Küchenzeile, der für Gemeindeveranstaltungen genützt werden kann.

## Glasmalerei
- Bis 1915 wurden für den Chor mehrere Glasgemälde gestiftet und von den Münchner Werkstätten Franz Xaver Zettler und Mayer gefertigt:
  - Chormittelfenster: Abendmahl, Kreuzigung, Dornenkrone, Schweißtuch der Veronika (1886/88)
  - Chorfenster Südost: Stephanus-Steinigung, Auferstehung Christi (1886/88)
  - Chorfenster Süd: Isaaks Opferung, Mose, Jesaja (1886/88)
  - Chorfenster Nordost: Kindersegnung, Geburt Jesu (1890)
  - Westrosette: David mit Harfe (1915)
- Weitere neutestamentliche Themen in den Fenstern unter den Seitenemporen entwarf R. Yelin d. J.[4] (Ausführung: Glasmalerei Saile, Stuttgart) in den Jahren 1930–1933 und 1959
  - Südfenster östlich: Geburt Jesu, Anbetung der Hirten (1930)
  - Südfenster westlich: Taufe Jesu, Einzug in Jerusalem (1933)
  - Nordfenster westlich: Kreuzigung, Auferstehung (1931)
  - Nordfenster östlich: Pfingsten, Weltenrichter (1959)

## Orgel

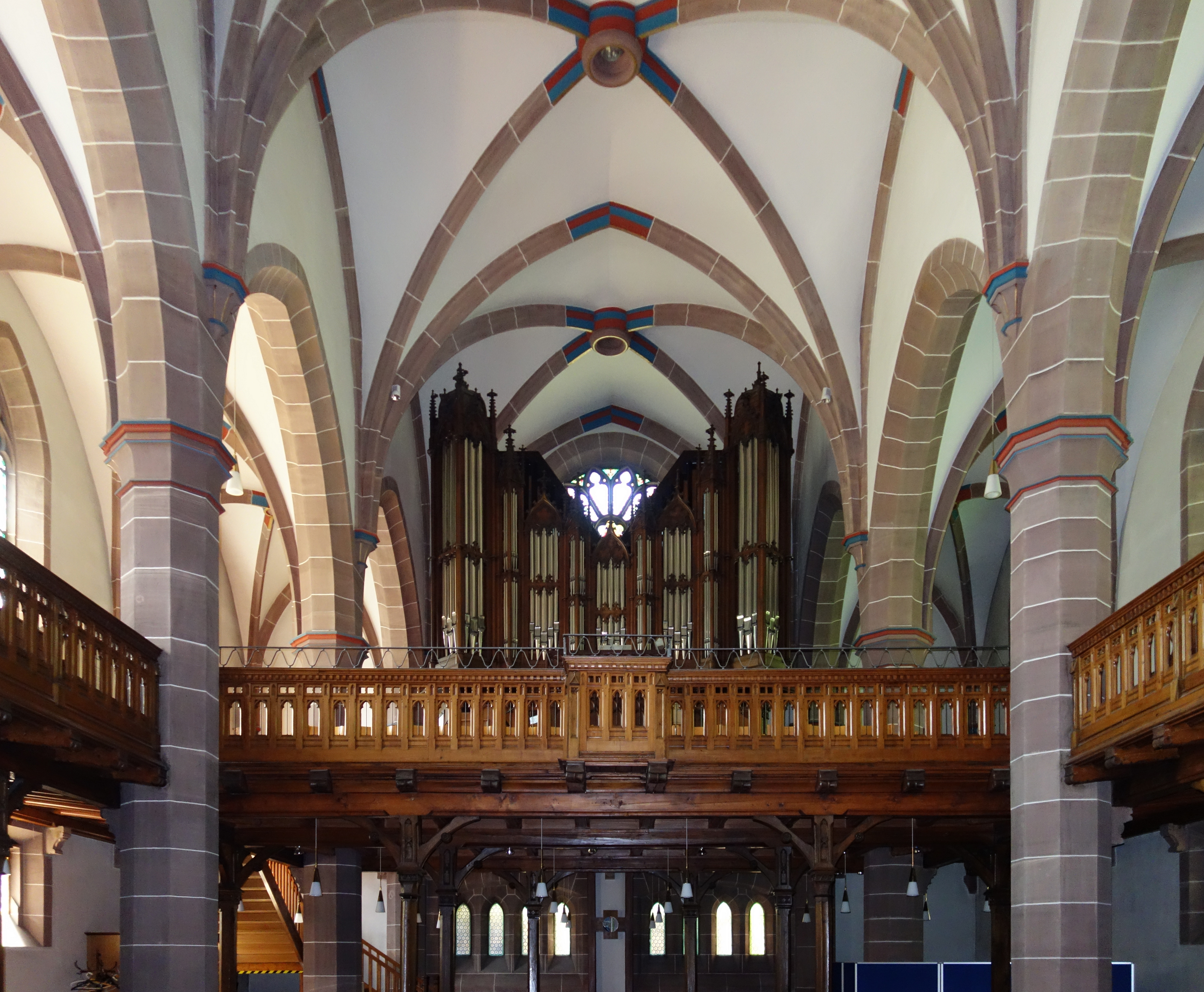
Blick auf die Orgel

Schon 1530 ist eine Orgel bezeugt. Nach dem Stadtbrand im Dreißigjährigen Krieg erhielt die Orgel ihren Platz im Chorraum, der bis 1884 ihr Standort war. Mit dem Neubau des Schiffes wurde sie auf die Westempore vor die Rosette versetzt. Die heutige Orgel hat drei Manuale und Pedal mit zusammen 52 Registern.